# Klubowe Mistrzostwa Świata w piłce siatkowej kobiet 2015
9. edycja Klubowych mistrzostw świata w piłce siatkowej kobiet rozpoczęła się 6 maja 2015 w Zurychu (Szwajcaria). W rozgrywkach brało udział 6 drużyn. Tytuł Klubowego Mistrza Świata zdobyło po raz pierwszy Eczacıbaşı Stambuł. MVP została Amerykanka Jordan Larson.

## Uczestnicy
| Drużyna            | Sposób awansu                      |
| ------------------ | ---------------------------------- |
| Voléro Zurych      | Gospodarz                          |
| Eczacıbaşı Stambuł | Klubowy mistrz Europy              |
| Hisamitsu Springs  | Klubowy mistrz Azji                |
| Rexona Ades        | Klubowy mistrz Ameryki Południowej |
| Mirador            | Mistrz Dominikany (dzika karta)    |
| Dinamo Krasnodar   | Dzika karta                        |

## Podział na grupy
| Grupa A                           | Grupa B                                               |
| --------------------------------- | ----------------------------------------------------- |
| Voléro Zurych Rexona Ades Mirador | Eczacıbaşı Stambuł Dinamo Krasnodar Hisamitsu Springs |

## Faza grupowa

### Grupa A
| Lp. | Drużyna       | Pkt | Mecze | Mecze | Mecze | Sety | Sety | Sety  | Małe punkty | Małe punkty | Małe punkty |
| Lp. | Drużyna       | Pkt | M     | W     | P     | wyg. | prz. | ratio | zdob.       | str.        | ratio       |
| --- | ------------- | --- | ----- | ----- | ----- | ---- | ---- | ----- | ----------- | ----------- | ----------- |
| 1   | Rexona Ades   | 4   | 2     | 2     | 0     | 6    | 1    | 6.000 | 188         | 158         | 1.190       |
| 2   | Voléro Zurych | 3   | 2     | 1     | 1     | 4    | 4    | 1.000 | 202         | 185         | 1.092       |
| 3   | Mirador       | 2   | 2     | 0     | 2     | 1    | 6    | 0.167 | 123         | 147         | 0.837       |

Źródło: FIVB
Punktacja: 3:0 i 3:1 – 3 pkt; 3:2 – 2 pkt; 2:3 – 1 pkt; 1:3 i 0:3 – 0 pkt
Zasady ustalania kolejności: 1. liczba punktów; 2. stosunek setów; 3. stosunek małych punktów; 4. bilans w bezpośrednich meczach
     awans do półfinału
Wyniki
| 2015-05-06 | Voléro Zurych | 3:1 (20:25, 25:17, 25:15, 25:15) | Mirador |

| 2015-05-07 | Voléro Zurych | 1:3 (28:30, 22:25, 35:33, 22:25) | Rexona Ades Rio de Janeiro |

| 2015-05-08 | Rexona Ades Rio de Janeiro | 3:0 (25:14, 25:19, 25:18) | Mirador |

### Grupa B
| Lp. | Drużyna            | Pkt | Mecze | Mecze | Mecze | Sety | Sety | Sety  | Małe punkty | Małe punkty | Małe punkty |
| Lp. | Drużyna            | Pkt | M     | W     | P     | wyg. | prz. | ratio | zdob.       | str.        | ratio       |
| --- | ------------------ | --- | ----- | ----- | ----- | ---- | ---- | ----- | ----------- | ----------- | ----------- |
| 1   | Eczacıbaşı Stambuł | 3   | 2     | 1     | 1     | 5    | 3    | 1.667 | 183         | 164         | 1.116       |
| 2   | Dinamo Krasnodar   | 3   | 2     | 1     | 1     | 3    | 4    | 0.750 | 161         | 154         | 1.045       |
| 3   | Hisamitsu Springs  | 3   | 2     | 1     | 1     | 4    | 3    | 1.333 | 177         | 203         | 0.872       |

Źródło: FIVB
Punktacja: 3:0 i 3:1 – 3 pkt; 3:2 – 2 pkt; 2:3 – 1 pkt; 1:3 i 0:3 – 0 pkt
Zasady ustalania kolejności: 1. liczba punktów; 2. liczba zwycięstw; 3. stosunek małych punktów; 4. stosunek setów
     awans do półfinału
Wyniki
| 2015-05-06 | Eczacıbaşı Stambuł | 2:3 (25:12, 26:28, 20:25, 25:19, 11:15) | Hisamitsu Springs |

| 2015-05-07 | Eczacıbaşı Stambuł | 3:0 (25:22, 26:24, 25:19) | Dinamo Krasnodar |

| 2015-05-08 | Hisamitsu Springs | 1:3 (25:21, 21:25, 14:25, 18:25) | Dinamo Krasnodar |

## Faza finałowa

### Drabinka
|  |                            |                            |                    |                    |   |                  |                  |       |
|  | Półfinały                  | Półfinały                  | Półfinały          |                    |   | Finał            | Finał            | Finał |
|  | Półfinały                  | Półfinały                  | Półfinały          |                    |   | Finał            | Finał            | Finał |
|  | 09 maja – Zurych           |                            |                    |                    |   |                  |                  |       |
|  |                            |                            |                    |                    |   |                  |                  |       |
|  | Rexona Ades Rio de Janeiro | Rexona Ades Rio de Janeiro | 1                  |                    |   |                  |                  |       |
|  | Rexona Ades Rio de Janeiro | Rexona Ades Rio de Janeiro | 1                  | 10 maja – Zurych   |   |                  |                  |       |
|  | Dinamo Krasnodar           | Dinamo Krasnodar           | 3                  |                    |   |                  |                  |       |
|  | Dinamo Krasnodar           | Dinamo Krasnodar           | 3                  |                    |   | Dinamo Krasnodar | Dinamo Krasnodar | 1     |
|  | 09 maja – Zurych           |                            |                    |                    |   | Dinamo Krasnodar | Dinamo Krasnodar | 1     |
|  |                            |                            | Eczacıbaşı Stambuł | Eczacıbaşı Stambuł | 3 |                  |                  |       |
|  | Eczacıbaşı Stambuł         | Eczacıbaşı Stambuł         | Eczacıbaşı Stambuł | Eczacıbaşı Stambuł | 3 | 3                |                  |       |
|  | Eczacıbaşı Stambuł         | Eczacıbaşı Stambuł         |                    |                    |   |                  |                  |       |
|  | Voléro Zurych              | Voléro Zurych              | 1                  |                    |   |                  |                  |       |
|  | Voléro Zurych              | Voléro Zurych              | 1                  | Mecz o 3. miejsce  |   |                  |                  |       |
|  |                            |                            |                    |                    |   |                  |                  |       |
|  | 10 maja – Zurych           |                            |                    |                    |   |                  |                  |       |
|  |                            |                            |                    |                    |   |                  |                  |       |
|  | Rexona Ades Rio de Janeiro | Rexona Ades Rio de Janeiro | 0                  |                    |   |                  |                  |       |
|  | Rexona Ades Rio de Janeiro | Rexona Ades Rio de Janeiro | 0                  |                    |   |                  |                  |       |
|  | Voléro Zurych              | Voléro Zurych              | 3                  |                    |   |                  |                  |       |
|  | Voléro Zurych              | Voléro Zurych              | 3                  |                    |   |                  |                  |       |

|  |  | Półfinały |  |
|  |  | --------- |  |

| 9.05.2015 | Rexona Ades Rio de Janeiro | 1:3 (21:25, 27:25, 23:25, 21:25) | Dinamo Krasnodar |

| 9.05.2015 | Eczacıbaşı Stambuł | 3:1 (25:17, 25:22, 18:25, 34:32) | Voléro Zurych |

|  |  | Mecz o trzecie miejsce |  |
|  |  | ---------------------- |  |

| 10.05.2015 | Rexona Ades Rio de Janeiro | 0:3 (21:25, 17:25, 18:25) | Voléro Zurych |

|  |  | Finał |  |
|  |  | ----- |  |

| 10.05.2015 | Dinamo Krasnodar | 1:3 (16:25, 21:25, 26:24, 19:25) | Eczacıbaşı Stambuł |

| KLUBOWY MISTRZ ŚWIATA       |
| --------------------------- |
| Eczacıbaşı Stambuł 1. TYTUŁ |

## Klasyfikacja końcowa
| Miejsce | Drużyna                    |
| ------- | -------------------------- |
| 1       | Eczacıbaşı Stambuł         |
| 2       | Dinamo Krasnodar           |
| 3       | Voléro Zurych              |
| 4       | Rexona Ades Rio de Janeiro |
| 5       | Hisamitsu Springs          |
| 5       | Mirador                    |

## Nagrody indywidualne
| Najlepsza zawodniczka (MVP)      | Najlepsze przyjmujące                                              | Najlepsza atakująca          | Najlepsze środkowe                                                              | Najlepsza libero              | Najlepsza rozgrywająca   |
| -------------------------------- | ------------------------------------------------------------------ | ---------------------------- | ------------------------------------------------------------------------------- | ----------------------------- | ------------------------ |
| Jordan Larson Eczacıbaşı Stambuł | Tatjana Koszelewa Dinamo Krasnodar Fernanda Garay Dinamo Krasnodar | Ołesia Rychluk Voléro Zurych | Maja Poljak Eczacıbaşı Stambuł Ana Carolina da Silva Rexona Ades Rio de Janeiro | Silvija Popović Voléro Zurych | Fabiola Dinamo Krasnodar |